# Pionerske, Feodosia
Pionerske (în ucraineană Піонерське) este un sat în comuna Nasîpne din orașul regional Feodosia, Republica Autonomă Crimeea, Ucraina.

## Demografie
Componența lingvistică a localității Pionerske
     Rusă (77,08%)
     Tătară crimeeană (18,75%)
     Ucraineană (4,17%)
Conform recensământului din 2001, majoritatea populației localității Pionerske era vorbitoare de rusă (77,08%), existând în minoritate și vorbitori de tătară crimeeană (18,75%) și ucraineană (4,17%).